# Richard de Bourgogne
Richard de Bourgogne dit le Justicier, né en 858 et mort  en 921, est un grand seigneur féodal, considéré comme le premier des ducs de Bourgogne.

## La famille

### Origines et ascendance
Richard de Bourgogne, né à Vienne, en 858, est issu de la maison des Bivinides de Lotharingie.
Il est le fils de Bivin de Vienne, comte d'Ardenne et de Metz, et abbé laïc de Gorze.
Il a pour frère aîné Boson, roi de Bourgogne cisjurane-Provence en 879, duc de Lombardie, duc de Provence, comte d'Autun, de Berry, de Chalon, de Mâcon et de Troyes, chambrier du roi Louis II le Bègue, et abbé laïc de Saint-Maurice d'Agaune.
Il a pour sœur Richilde d'Ardennes, seconde épouse du roi de France Charles II dit le Chauve.

### Mariage et descendance
Richard de Bourgogne épouse, en 888, Adélaïde de Bourgogne (v. 870-?), fille de Conrad II, duc de Bourgogne Transjurane et comte d'Auxerre. De leur union naissent :
- Raoul ou Rodolphe, duc de Bourgogne, abbé laïc de Saint-Germain d’Auxerre et de Sainte-Colombe de Saint-Denis-lès-Sens (921-923), puis roi des Francs (923-936) ;
- Hugues, duc de Bourgogne, comte d'Outre Saône (923-952) et de Mâcon (927-952), et marquis de Provence (936-952) ;
- Boson, abbé laïc de Moyenmoutier et du Remiremont.

## Le comte justicier
Avant de réfléchir aux facteurs expliquant ce surnom de "justicier", il faut souligner que Richard ne fut pas surnommé de la sorte de son vivant. Les mentions lui attribuant ce surnom se trouvent dans des chroniques bien postérieures rédigées entre le milieu du XIe siècle et la première moitié du XIIe siècle, que sont la Chronique de l'abbaye de Saint-Bénigne de Dijon, le Chronicon d'Hugues de Flavigny, ou encore la Chronique de l'abbaye St-Pierre de Bèze,. Le caractère "justicier" de Richard est donc bien plus un artifice littéraire postérieur qu'une réalité politique ou sociale contemporaine du comte.

### Le vainqueur des Normands
En 888, Richard, alors comte d'Auxerre défait une première fois, avec l'appui de Géran, évêque d'Auxerre, dans la plaine de Saint-Florentin (dans l'actuelle Yonne), les Normands qui s'étaient introduits en Bourgogne et avaient déjà dévasté la ville de Bèze (dans l'actuelle Côte-d'Or).
Dix ans plus tard, les Normands sont de retour dans la région, hivernant entre Tonnerre et Montbard, et le comte Richard les défait pour la deuxième fois, d'abord à Argenteuil-sur-Armançon, puis à Saint-Florentin, avant de les repousser jusque dans la vallée de la Seine.
En 911, toujours appuyé par Géran, le comte Richard défait une dernière fois les Normands, et bat Rollon (?-v. 930), leur chef, aux portes de Chartres que ce dernier assiégeait jusqu'alors.

### Le défenseur des rois carolingiens
Le comte Richard sert les rois carolingiens durant sa vie, avec une grande loyauté, notamment lors de la sécession de Boson de Provence (844-887), son frère, et lors de la lutte pour le trône de Francie occidentale contre Eudes (v. 852-898).

#### La guerre contre Boson de Provence
À la mort de Louis II le Jeune, roi d'Italie et empereur d'Occident, en 875, le comte Richard et son frère Boson de Provence (844-887) escortent le roi de Francie occidentale Charles II le Chauve jusqu'en Italie, où il se fait couronner empereur par le pape Jean VIII.
Le nouveau souverain d'Occident fait Boson duc de Lombardie. Chassé l'année suivante par Carloman, roi de Francie orientale, il reçoit les États de Provence et le titre de roi, sans pouvoir toutefois être indépendant.
En 879, Louis II le Bègue (846-879), successeur de Charles II le Chauve, nomme Boson de Provence tuteur de ses deux premiers fils cohéritiers Louis (v. 865-882) et Carloman (v. 865-884). Ce dernier profite de la minorité des deux futurs rois de Francie occidentale et de son autorité de tuteur pour se proclamer roi indépendant et absolu de Provence. Ce royaume se constitue alors de la Provence, du Dauphiné, de la Savoie, du Lyonnais, de la Franche-Comté, des diocèses de Mâcon, de Chalon, de Viviers, d'Uzès, de Vienne, de Valence, d'Avignon et d'Arles.
Cette initiative ne laisse pas sans réaction les deux frères, qui devenus rois, et avec le concours de leurs partisans, dont le comte Richard, et de Charles III le Gros, roi de Francie Orientale, se lancent dans la reconquête du royaume de Provence.
Le comte Richard reprend la ville de Mâcon en 880, puis en 882 celles de Lyon et de Vienne, où il constitue prisonniers Ermengarde, sa belle-sœur, Engelberge, sa nièce, et Louis (empereur Louis III l'Aveugle), son neveu, qu'il fait mener à Autun.
Cette guerre ne prend fin qu'en 887, avec la mort de Boson.

#### La lutte contre Eudes
Lors de la lutte, qui oppose, entre 892 et 897, Charles (Charles III le Simple), troisième fils, posthume, du roi de Francie occidentale carolingien Louis II le Bègue et héritier légitime du trône, au robertien Eudes, comte de Paris, puis marquis de Neustrie, proclamé roi des Francs en 888, le comte Richard soutient loyalement Charles. En effet, il participe, entre autres, à la conjuration pacifique de 892, visant à éloigner le roi Eudes en Aquitaine pour permettre à Charles de se faire sacrer roi à Reims, quelques mois plus tard, puis, en 894, accueille en ses terres et protège ce dernier des troupes parjures du roi de Francie orientale, Arnulf.

#### Le médiateur de Courtenot
En 896, le comte Richard, devenu en outre de comte d'Auxerre, comte de Troyes, en 894, organise, à Courtenot (dans l'actuelle Aube), dans le comté de Troyes, un plaid au cours duquel il donne raison à Berthard, abbé de Montiéramey, et son avoué Adrevert, contre Rainard de Vergy, comte de Bar-sur-Seine, son vassal, accusé d'avoir utilisé par la force, à son service, des hommes de Chaource, dépendants de l'abbaye de Montiéramey depuis 893.

## Le premier duc de Bourgogne

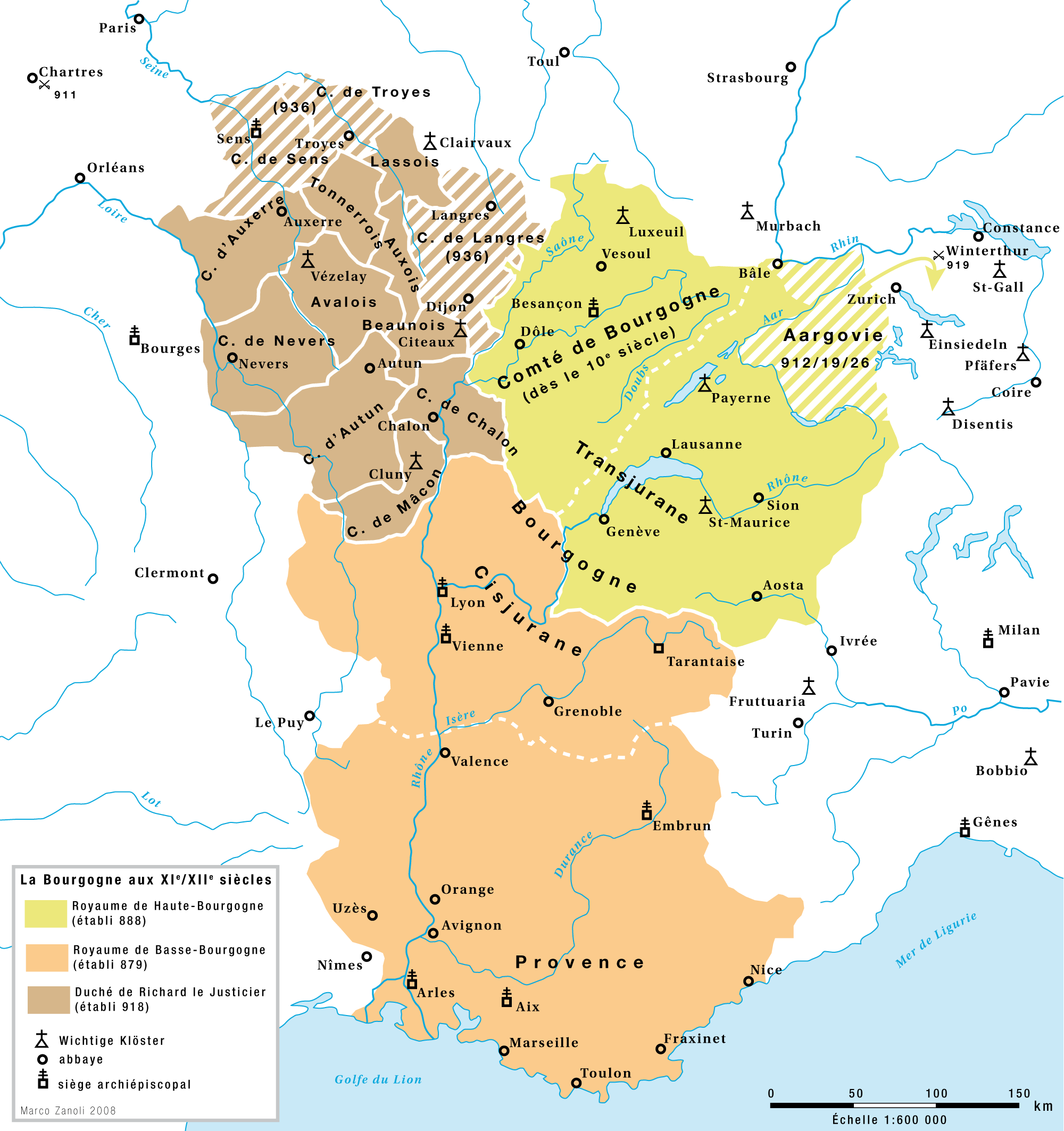
La Bourgogne aux.

À l'issue de la guerre contre Boson de Provence, Richard de Vienne reçoit, pour ses services, le comté d'Autun, qui appartenait jusqu'alors au dit Boson, son frère.
En 888, il devient maître du comté d'Auxerre, par son mariage avec Adélaïde de Bourgogne, fille de Conrad II, duc de Bourgogne Transjurane et d'Auxerre, qui le lui apporte en dot.
En 890, il acquiert le comté de Nevers sur le comte Guillaume Ier.
En 894, il s'empare du comté de Troyes en profitant des troubles semés par la mort du comte Adalelme de Troyes (?-894).
Enfin, il conquiert, l'année suivante, sur le roi Eudes, le comté de Sens.
En 898, le comte Richard est autorisé par ce même souverain à fusionner ses comtés. Il prend alors le titre de marquis (marchio) de Bourgogne, jusqu'en 918, puis celui de duc (dux), jusqu'à sa mort, en 921.

## Autres titres et dignités
Outre son titre ducal, Richard de Bourgogne est membre du conseil royal et, de 894 à sa mort en 921, abbé laïc des abbayes de Saint-Germain d'Auxerre et de Saint-Denis-lès-Sens.

## Mort et succession
Peu avant sa mort, dressant le bilan de sa vie, le duc Richard répond à Gaudry, évêque d'Auxerre, qui l'exhorte à demander pardon à Dieu d'avoir répandu le sang: « Si j'ai à me repentir, c'est de n'en avoir pas versé davantage, parce qu'en faisant mourir un brigand j'ai sauvé la vie à cent honnêtes gens; la mort d'un seul a suffi pour retenir ses complices et les empêcher de faire plus de mal. »
Il meurt à Auxerre, en 921.
Son fils aîné Raoul, lui succède à la tête du duché de Bourgogne jusqu'en 923.
Cependant, cette donation n'est pas du goût du frère puîné Hugues le Noir ni de Hugues le Grand, alors comte de Paris et marquis de Neustrie, qui se liguent contre le nouveau duc.
Cette querelle intestine prend fin, en 938, par le traité de Langres divisant le duché en trois parts égales; mais il faut attendre 943 pour que Louis IV d'Outremer, roi de Francie occidentale, donne le duché réunifié à Hugues le Grand, qui le conserve jusqu'à sa mort, en 956.